# زابيفاكا

زابيفاكا

زابيفاكا (الروسية: Забива́ка) (بالإنجليزية: Zabivaka) هو تميمة بطولة كأس العالم لكرة القدم 2018 في روسيا. وهو حيوان الذئب ذي الصوف البني والأبيض مرتدياً قميص مع عبارة مكتوب عليها «روسيا 2018» مع وضع وإزالة النظارات الرياضية البرتقالية، وهي نظارات التزحلق على الثلج حسب الثلج الذي يعم أرض موسكو. وقد استخدم مزيجاً من ألوان الأبيض والأزرق والأحمر في لباس التميمة للدلالة على الألوان الوطنية للمنتخب الروسي. صممت التميمية من قبل الطالبة الروسية إيكاترينا بوشاروفا، وتم اختيار التميمة عن طريق التصويت على الإنترنت، وبمشاركة أكثر من مليون مصوت.
ترك الاتحاد الدولي لكرة القدم مهمة تسمية التميمة للجمهور، من خلال استفتاء على الشبكة العنكبوتية، بعدما رشح 3 أسماء ليتم اختيار إحداها اسماً للتعويذة. شارك في التصويت الذي جرى على الإنترنت ما يقارب مليون مشارك، وأعلنت النتائج في 22 أكتوبر 2016. حيث صوّت 53% منهم مع تميمية زابيفاكا، مقابل 27% مع تميمة نمر يرتدي زي رواد فضاء، و20% مع تميمة القط. شارك أكثر من مليون شخص في عملية التصويت التي جرت في سبتمبر من عام 2016 في منصات فيفا، ومن خلال برنامج حي بث على القناة الأولى الروسية أثناء فترة التصويت التي دامت شهراً.

## روابط خارجية
- official webpage on Zabivaka نسخة محفوظة 25 يونيو 2018 على موقع واي باك مشين. In English.